# 파울리스타 대로

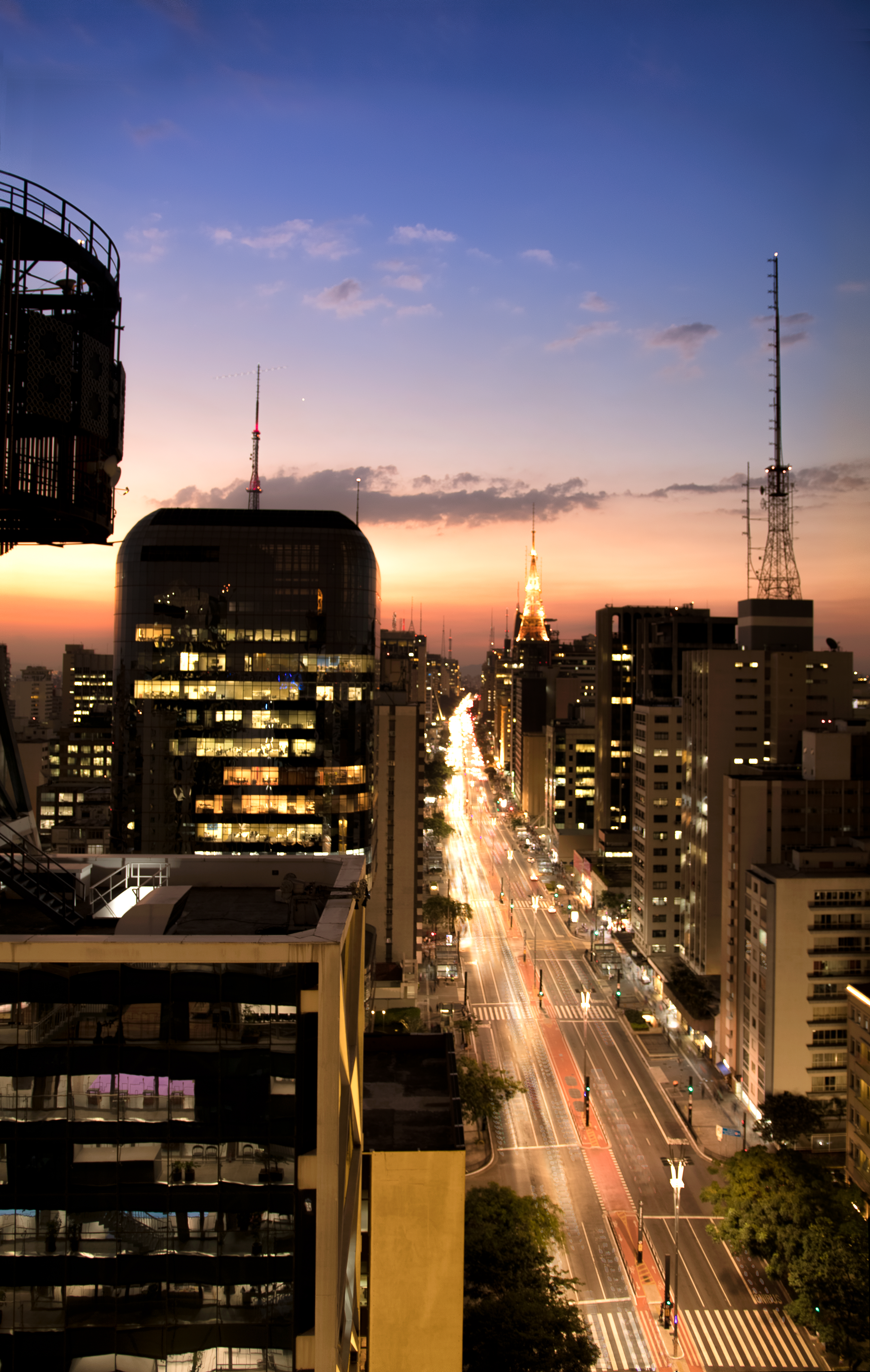

파울리스타 대로(포르투갈어: Avenida Paulista)는 브라질 상파울루에 있는 대로로, 길이는 2.8km이다. 상파울루의 경제적, 문화적 중심지 역할을 한다.
크리스마스가 되면 여러 이벤트를 하는데 그때 보이는 불꽃놀이나 이벤트는 말로 표현 못할 만큼 이쁘다

## 같이 보기
- 샹젤리제 거리
- 5번가
- 멕시코시티
- 브로드웨이
- 상파울루 미술관
- 오스카르 프레이레 거리